# Літцельсдорф
Літцельсдорф (нім. Litzelsdorf, хорв. Licištrof, угор. Licištrof) — громада і ярмаркове містечко на сході Австрії у федеральній землі Бургенланд. Входить до округу Оберварт. Населення 1176 осіб (станом на 1 січня 2017 року).

## Історія
Судячи з археологічних знахідок (кам'яні знаряддя та керамічний посуд), поселення на місці Літцельсдорфа існувало ще у неоліті. Неподалік ратуші знаходиться невеликий курган з надгробним пам'ятником римської доби. З 1676 року Літцельсдорф отримав статус ярмаркового містечка.
До 1920 року Літцельсдорф належав Угорщині. У 1898 році, у рамках політики мадяризації, місто перейменовано у Ледьош. Після закінчення Першої світової війни, згідно з Сен-Жерменським та Тріанонським мирними договорами, весь Бургенланд (у тому числі Літцельсдорф) відійшов до Австрійської Республіки.